# Vision de Rotcharius
La Vision de Rotcharius, ou la Visio Rotcharii, est un texte médiéval qui représente une vision de l’au-delà d’un moine vivant à la fin de l’ère mérovingienne, généralement datée au début du IXe siècle, et qui est souvent associée à l’Abbaye de Saint-Benoît, aussi connue comme l’Abbaye de Fleury, à Saint-Benoît-sur-Loire en France. La vision est racontée par Rotcharius, un moine de cette abbaye qui tomba malade, et qui lors de son séjour à l’infirmerie, fut mené par un ange jusqu’au paradis, où il vit la Congrégation des Saints rassemblés dans un merveilleux bâtiment. À cet endroit, il rencontra Charlemagne, puis visita deux autres bâtiments, le troisième étant un lieu de punition pour les pécheurs, qui se voient immergés dans le feu et arrosés d'eau chaude. Cette vision est la plus simple d’une série de trois rêves, les deux autres étant la Vision de la Pauvre Femme et la Vision de Wetti, composés durant le premier quart du IXe siècle, à Reichenau. La date exacte de sa composition demeure aujourd’hui inconnue.

## Manuscrits et éditions
La Vision de Rotcharius ne nous est parvenue que dans un seul manuscrit, aujourd’hui à Saint-Pétersbourg, où elle fait suite à La Vision de Barontus et précède La Vision de Wetti. Cette vision fait partie intégrante d’un manuscrit connu comme le manuscrit de Saint-Pétersbourg, et seulement deux éditions de ce texte en latin sont aujourd’hui connues : celle de Mabillon Acta IV/1 (1677) et celle de Wattenbach, W., Anzeiger für Kunde der deutschen Vorzeit (1875). Il existait un autre manuscrit de cette œuvre dans un codex appartenant à la bibliothèque Cotton, décrit dans son catalogue du dix-septième siècle, mais il fut cependant détruit dans un incendie en 1731. D’après l’auteur du catalogue, le manuscrit aurait été écrit avant le XIe siècle, et serait donc plus ancien que les deux autres versions de l’œuvre.

## Présentation générale de l'œuvre
L’origine du texte reste à ce jour obscure en raison de l’impossibilité d’identifier son rédacteur et le lieu de sa rédaction. L’historien allemand Wilhelm Wattenbach pensait que le monastère mentionné dans le texte pouvait bien être celui de Saint-Benoît-sur-Loire, ce qui n’est pas impossible, étant donné que les moines de Fleury s’intéressèrent de près aux Dialogues de Grégoire plus tard durant le siècle. Par ailleurs, les Dialogues sont mentionnés dans la Vision de Wetti, ce qui montre la notoriété que possédait cette œuvre et l’influence qu’elle a portée aux visions médiévales de l’au-delà. Depuis Wattenbach, le personnage désigné sous le nom de Karolus est identifié avec Charlemagne, et aucune raison valable ne semble jusqu'à présent pouvoir modifier ce point. En ce qui concerne Rotcharius, il est difficile d'affirmer où celui-ci résidait, le narrateur se contentant de dire que l'ange apparut in ecclesia beati Benedicti (Église Saint-Benoît). Quelques indications concernant la nature positive de l’image de Charlemagne perçue par Rotcharius lors de son voyage dans l’au-delà laissent supposer que l’œuvre fut rédigée quelque peu après l’an 826. D’après l’auteur médiéviste Claude Carozzi, la Vision de Rotcharius serait postérieure à la rédaction de la biographie de Charlemagne par Éginhard en 825-826, œuvre qui fit d’ailleurs rénover l’image de l’empereur carolingien, et à la rédaction de la Vision de Wetti, qui montre une image négative de Charlemagne, alors qu’il se trouve enfermé dans un lieu de tourments avant le début de sa réhabilitation. David A. Traill, professeur à l’Université de Californie et rédacteur d’une étude portant sur la version poétique de la Visio Guetini (Vision de Wetti) rédigée par le poète Walafrid Strabon au milieu du IXe siècle, est pour sa part enclin à les placer avant 824 et préfère plutôt inverser les deux visions, alors que l’auteur Paul Edwards Dutton soutient cependant que la Visio Rotcharii (Vision de Rotcharius) et la Visio Cuiusdam Pauperculae Mulieris (Vision de la Pauvre Femme) sont venues après la vision de Wetti.
En ce qui concerne la nature de l’œuvre, il est possible que ce texte représente ce qui reste d’une lettre envoyée par un moine à son abbé à propos d’une vision survenue dans leur monastère. Le texte se termine d’ailleurs sous la forme d’une lettre dont le début aurait disparu, et les lacunes et les incorrections qu’il contient laissent à supposer qu’il pourrait très bien s’agir d’une sorte de résumé de la lettre originale. Comme pour toutes les visions continentales du IXe siècle, la Vision de Rotcharius peut être classée parmi les visions politiques de l’empire carolingien, et possède les traits d’une vision à la fois impériale au sens politique, mais aussi spirituelle. Elle est très proche de la Vision de Wetti, qui fut rédigée en prose et en latin par Heito en 824, sans doute quelques années après la rédaction de La Vision de la Pauvre Femme. Si ces textes partageaient les mêmes thèmes, images et langage, c'était parce qu'ils appartenaient à la même communauté textuelle, et il est certain que Heito a dû se tenir près du centre même de ce rassemblement de lecteurs et d’écrivains. D’après Carozzi, la Vision de Rotcharius fait logiquement suite à celle de Wetti en raison de la présence de Charlemagne dans l’un des édifices célestes, ce qui constituerait une preuve de son pardon et de sa délivrance des tourments de l'enfer. D’ailleurs, dans le rêve de Rotcharius, Charlemagne dit lui-même que les prières pour son âme l’ont délivré de la tourmente dont il était prisonnier. Composé possiblement aussi par Heito ou par son cercle, on peut dire de ce troisième récit qu’il traite de manière favorable l’héritage de Charlemagne. 
De ce que l’on sait sur l’œuvre, on peut en résumer que le narrateur a envoyé cette lettre à son abbé, qui vraisemblablement ne résidait pas alors au monastère, que le rédacteur connaissait la version en prose de la Vision de Wetti et que la représentation de Charlemagne, sorti du lieu des tourments, constitue un écho de sa situation dans cette vision.

## Contexte
Entre les années 817 et 825, Louis le Pieux, fils de Charlemagne et successeur au trône de l'empire carolingien entre 814 et 840, commença à souffrir d’une hausse toujours croissante de critiques de la part d’un public chrétien en exaspération. C'est dans la lumière réfractaire de la difficile première décennie de Louis au pouvoir que les rêves de Rotcharius, Wetti et de la Pauvre femme ont été publiés. De même que celui-ci, qui connut à la suite de sa mort un changement de position dans la mentalité religieuse du IXe siècle, passant d’un pécheur condamné aux supplices dans la Vision de la Pauvre Femme pour le meurtre d’un parent à un souverain réhabilité à la suite de sa pénitence de 822, Charlemagne connut également une évolution dans les trois visions carolingiennes. Dans les premières vingt années du IXe siècle, on peut voir qu’une différente opinion de Charlemagne était en train de prendre forme. À sa mort en 814, la réputation de Charlemagne était très élevée, mais un puissant reflux de critiques troublantes commença rapidement à la faire chuter. La dernière décennie de la vie de l’empereur a été caractérisée comme désastreuse, alors que celui-ci était vieux, et avait installé sa cour en permanence à Aix-la-Chapelle, lieu qu’il quittait rarement. Quand Charlemagne cessa de se déplacer à travers les terres, il fut contraint de compter sur ses agents, et ceux-ci n’étaient pas toujours des hommes en qui il pouvait avoir confiance. La corruption régnait au sein de l’administration carolingienne dans les dernières années de Charlemagne, ce qui lui fit perdre de l’estime devant un public religieux qui le condamnait même avant sa mort aux tourments de l’enfer. Quand Louis le Pieux succéda à Charlemagne au début de l’an 814, il informa immédiatement ses nobles qu’il était profondément conscient des injustices qui avaient été commises durant le règne de son père. 
Mais si la Vision de Wetti a fourni aux chrétiens une image défavorable de Charlemagne et a par ailleurs fourni à l’historien anglais Edward Gibbon le ton de sa désapprobation morale (ce dernier s’interrogeait vivement sur la réputation négative de l’empereur), le savant franc Éginhard a quant à lui essayé de répondre au rêve de Wetti et aux autres critiques en écrivant, en 825, une biographie de Charlemagne. Pour ce notable protagoniste de l’œuvre scolaire et de la renaissance intellectuelle du IXe siècle, Charlemagne était, avant tout, un homme de famille : un bon frère, un fils respectueux, un époux attentif et un père aimant. Le biographe s’efforça de donner une image positive à la vie domestique de l’empereur, masquant ses imperfections occasionnelles lorsqu’il était nécessaire. Dans le portrait moral qu'il a tracé de son héros, Éginhard ne souligne pas les fautes que celui-ci aurait commises. Sans se permettre le moindre blâme, il décrit la vie privée de Charles : les unions illégitimes sont énumérées presque sur le même ton que les unions légitimes. On peut donc dire d’Éginhard qu’il est venu à la rescousse de la réputation de Charlemagne à tous ses points les plus vulnérables, parce qu’il devait être conscient de la critique répandue de la vie domestique de Charlemagne qui avait fait surface dans les années 820. Ainsi, dans la série de textes de rêves carolingiens parus durant ces années, la réputation domestique de Charlemagne fut soumise à un examen critique, alors que l’apologie d’Éginhard n’eût pas réellement suffi à sauver l’honneur du souverain trépassé. Le public chrétien dut donc attendre l’apparition d’un prétendu troisième récit de rêve, celui de Rotcharius, si on se fie à l’ordre proposé par Claude Carozzi dans ses écrits sur ces visions carolingiennes de l’au-delà, pour voir Charlemagne se réhabiliter et acquérir aux yeux de tous les chrétiens le mérite qui lui avait, depuis sa mort, échappé.

## LaVisio Rotcharii
Un frère nommé Rotcharius eut cette vision la veille des nones de mai, possiblement le 6 mai d’une année inconnue. Par cause d’une maladie, le moine se trouve à l’infirmerie et un ange splendide apparut à lui, tandis qu’il dormait après le chant des matines. La lumière émanant de l’ange est tellement éblouissante qu’elle illumine toute l’infirmerie et l’église Saint-Benoît. Et tandis que Rotcharius s'interroge sur cette splendeur, l'ange, qui ne lui parlait pas du tout, commence à avancer sur un chemin agréable. Le frère, conduit par un grand amour, suit l'ange jusqu'à ce qu'il vienne à une structure énorme et magnifique, non façonnée à partir de pierres ou de bois, mais construite, tel que ne peut être décrit en mots, dans la forme d'un trône. Et là il prétend avoir vu rassembler une foule de saints, si brillants, qu'il pouvait à peine regarder leur splendeur. Parmi ceux-ci, il affirme avoir vu Charles, tout resplendissant, non pas au dernier rang mais au milieu. Et Charlemagne l'a adressé en disant : « Mon fils, sache que je suis Charles, et que j'ai été sauvé du châtiment par la prière la plus dévouée des fidèles de Dieu, et placé dans cette gloire ». Rotcharius affirma également avoir vu une autre maison où la majesté du Seigneur se trouvait exposée, lieu qui lui était d’ailleurs impossible de regarder en raison de son éclatante beauté. Il déclare aussi qu'il perçut un troisième lieu d'habitation, plus bas, mais cette fois c’était un bâtiment rempli de laideur et de difformité. Dans ce lieu sombre, il affirme avoir vu assis une foule de clercs et de laïcs, et un infirme des plus terrible, un serviteur démoniaque, qui torchait le bas de leurs pieds jusqu'à leurs poitrines, et leur versait de l'eau chaude sur la tête sans interruption. Au milieu d'eux était placée une sorte de récipient, sous lequel un feu était éternellement alimenté pour réchauffer l'eau, d'où l'horrible serviteur puisait l'eau sans interruption et la fournissait à ceux qui demeuraient dans la pièce. Rotcharius attesta qu’il reconnut parmi ceux-ci trois frères encore vivants, dont les noms étaient Isachar, l'autre Gaudius, et le troisième Winemund. Deux d’entre eux se faisaient punir par la torture alors qu’ils se trouvaient assis, et le troisième, c'est-à-dire Gaudius, était pour sa part châtié debout. Et en plus de cette punition mentionnée par Rotcharius, ce frère qui portait le nom d’Isachar se trouva une nuit en mauvaise santé, et un autre frère qui se nommait Hasulfus fut assigné à ses soins dans cette même infirmerie. Toutefois, quand Hasulfus mit son corps au repos, à cause de la fatigue occasionnée par le fait de rester debout, une voix lui dit : « En vérité, ce frère qui est actuellement malade a maintenant reçu l'ordre d'être battu avec des verges toutes les heures du jour et de la nuit ». Le narrateur affirme ensuite qu’il n’a rien ajouté ou enlevé à cette vision, et précise également que Rotcharius aurait dit plus, et aurait parlé avec l'ange, s'il n'avait pas été réveillé par le frère Hélisée très rapidement et avec une grande force. Le texte se termine alors par la phrase suivante : 
« Et donc, ayant appris ces événements, nous avons pensé qu'il était tout à fait approprié qu'ils soient portés à la connaissance de votre paternité, afin que vous sachiez que notre libérateur rend visite à votre troupeau, lui qui désire non détruire, mais bien sauver tout le monde. »

## Analyse
La Vision de Rotcharius contient une forte série d’oppositions telles que : lumière et obscurité, bénédiction et difformité, une compagnie ordonnée de saints et une foule chaotique de pécheurs. Par ailleurs, elle possède certaines particularités qui l’associent au groupe de visions carolingiennes du début de siècle, mais elle en détient également quelques-unes qui la démarquent, non seulement des visions politiques du IXe siècle, mais aussi des visions d’époques antérieures.  
D’abord, on remarque que la fonction des visionnaires a changé depuis La Vision de Barontus (VIIe siècle) et la lettre de saint Boniface (VIIIe siècle), ceux-ci passant de simples spectateurs de la structure pénitentielle de l’au-delà à des témoins privilégiés de l’exécution d’une sentence. Selon Claude Carozzi, ce rôle du visionnaire est devenu habituel durant le IXe siècle et on indique souvent clairement le moyen par lequel certains peuvent être délivrés. Dans le cas de Charlemagne, la nature de son péché n’est pas indiquée, mais comme il se trouve au paradis, on peut en conclure qu’il a été secouru du purgatoire par les prières des fidèles. Selon le point de vue de l'hagiographe belge Baudouin de Gaiffier, le salut éternel de Charlemagne n'a été assuré que par la prière de tous les fidèles, même si aucune précision n'est fournie au sujet de la nature des fautes commises contrairement au rêve de Wetti, qui précise que Charlemagne fut douloureusement torturé pour avoir cédé aux tentations de la chair. Dans ces visions, le plus souvent, les condamnations sont collectives, et dès qu’il s’agit d’individus, le regard est plus nuancé et l’enfer devient un lieu de purgation. Comme on peut voir dans les rêves de Wetti, Rotcharius et même celui de la Pauvre femme, les paradis ne sont pas très développés et les enfers constituent plutôt des enfers-purgatoires. Par ailleurs, on trouve autant chez Wetti que dans Rotcharius des édifices ordonnés et étincelants qui s’opposent aux maisons difformes de l’enfer. Dans les deux rêves, l’ange qui mène les visionnaires dans l’au-delà n’interagit en aucun moment avec ceux-ci, et les démons ne semblent être là que pour montrer le châtiment qui attend les pécheurs, vivants ou morts. D’une part, les deux visions partagent plusieurs points en commun, donc notamment l’opposition entre un lieu de tourments et la demeure des élus, un point de départ quasi identique avec deux moines malades qui se font mener vers l’au-delà par des anges et un début de rêve heureux avec les visionnaires qui passent par un chemin agréable. D’autre part, ces deux visions sont aussi en opposition l’une de l’autre, l’une promouvant une image positive de l’empereur carolingien et l’autre une représentation négative, créant ainsi un effet de miroir entre ces deux textes en question.
Une autre particularité de ces visions du IXe siècle est de montrer dans l’au-delà l’anticipation des peines qui attendent ou menacent les vivants. D’ailleurs, il est possible de voir dans ces visions carolingiennes des vivants torturés dans l’au-delà, comme c’est le cas des trois frères encore vivants aperçus par Rotcharius au moment où il contempla la maison des tourments. Ce n’était pas forcement une anticipation de leur sort réel, car il était bien possible que la pénitence pût permettre à ces fautifs de s’échapper de leurs châtiments. On peut ainsi dire que celui qui était vu alors par le visionnaire n’était qu’une sorte de double de celui qui demeurait sur terre. Pour ce qui est du cas d’Isachar, l’un des trois frères vus par Rotcharius dans sa vision et qui se trouvait également à l’infirmerie par cause d’une maladie, il représente pour Claude Carozzi une preuve qu’il existe une correspondance qui peut être établie entre la maladie et les tortures qu’il subissait.
En ce qui concerne Charlemagne, on peut noter que son apparition dans le rêve est exemplaire, car son sort a démontré la promesse de la rédemption et l'efficacité des prières. La vision montre donc que si le plus grand des hommes pouvait subir des tourments pour les péchés qu'il a commis, alors n'importe qui pouvait en subir. La séquence suggère aussi le corollaire : si même le plus grand des pécheurs pouvait être libéré de sa punition à cause des prières, alors n'importe qui le pourrait. Par ailleurs, le fait que lui seul soit montré parmi les défunts, puisque les moines châtiés sont des vivants, démontre, selon Carozzi, la finalité du texte : noter le moment où l’empereur a fini sa pénitence dans l’au-delà. Paul Edward Dutton affirme plutôt que le rêve de Rotcharius n’est pas principalement à propos de Charlemagne, mais bien qu’il se centre davantage sur le thème de la rectitude monastique. Ainsi, le rêveur peut avoir commencé par visiter Charlemagne et les saints, mais il a fini avec son vrai public : les moines de son propre monastère qui avaient besoin de savoir ce qui attendait leurs frères diaboliques dans l'au-delà. Pour sa part, l’auteur Jesse Keskiaho affirme lui aussi que le thème principal chez Rotcharius est l’inconduite des moines, et c’est pour cela que celui-ci a apparemment partagé ensuite sa vision avec les autres moines de son monastère. 
Par ailleurs, on peut également dire qu’il ne semble pas avoir de circonstances politiques derrière la vision et on voit même que la famille de Charlemagne et son entourage sont absents. Charles est seul face aux fidèles, qui l’ont sauvé par les prières et lui ont permis de réaliser son absolution. Les querelles politiques ne concernent donc plus Charlemagne dans le rêve de Rotcharius, car celui-ci ne s’adresse plus à présent aux fidèles de l’empereur, mais bien aux fidèles de Dieu, c’est-à-dire tous les chrétiens. Ainsi, si l’on reprend les trois visions carolingiennes dans l’ordre chronologique, on voit Charlemagne passer de l’état du défunt ordinaire qui a besoin des seules prières de sa famille à celui de l’empereur, soutenu par tous les fidèles chrétiens.